# Koshkonong
Koshkonong és una població dels Estats Units a l'estat de Missouri. Segons el cens del 2000 tenia 205 habitants.

## Demografia
Segons el cens del 2000, Koshkonong tenia 205 habitants, 91 habitatges, i 53 famílies. La densitat de població era de 416,6 habitants per km².
Dels 91 habitatges en un 33% hi vivien nens de menys de 18 anys, en un 46,2% hi vivien parelles casades, en un 11% dones solteres, i en un 40,7% no eren unitats familiars. En el 36,3% dels habitatges hi vivien persones soles el 20,9% de les quals corresponia a persones de 65 anys o més que vivien soles. El nombre mitjà de persones vivint en cada habitatge era de 2,25 i el nombre mitjà de persones que vivien en cada família era de 2,93.
Per edats la població es repartia de la següent manera: un 27,8% tenia menys de 18 anys, un 5,9% entre 18 i 24, un 23,4% entre 25 i 44, un 25,4% de 45 a 60 i un 17,6% 65 anys o més.
L'edat mediana era de 39 anys. Per cada 100 dones de 18 o més anys hi havia 72,1 homes.
La renda mediana per habitatge era de 15.341 $ i la renda mediana per família de 16.250 $. Els homes tenien una renda mediana de 21.250 $ mentre que les dones 14.750 $. La renda per capita de la població era de 7.893 $. Entorn del 41,8% de les famílies i el 44,6% de la població estaven per davall del llindar de pobresa.

## Poblacions més properes
El següent diagrama mostra les poblacions més properes.